# Владимир Лековић
Владимир Лековић (Београд, 1948 — Београд, 1999) био је српски археолог познат по раду на многобројним налазиштима разних периода у Србији и Црној Гори, као и новим теоријским моделима.
Дипломирао је археологију на Филозофском факултету у Београду где је и магистрирао темом Културни контакти између Египта и Месопотамије до појаве Индоевропљана: у светлости споменика материјалне културе (1979).
На основу бројних археолошких ископавања и истраживања, од краја 1980-их заступао је аутохтони развој балканског неолита из старчевачке у винчанску културу без спољних примеса, затим етногенезу Индоевропљана око Црног Мора, као и присуство Словена и Срба у Подунављу у касној антици и раније.
Између осталог био је један од истраживача капиталног ранонеолитског налазишта Благотин у пројекту који је водио Светозар Нани Станковић.

## Делимична библиографија
- „Илирско насеље на Цетињу“, Archaeological reports, Том 18, Савез археолошких друштава Југославије, 1976, стр. 186-189.
- „Нешто о стећцима Влашке цркве“, Старине Црне Горе VI, Цетиње, 1978.
- Културни контакти између Египта и Месопотамије до појаве Индоевропљана: у светлости споменика материјалне културе (магистарски рад), Универзитет у Београду, Филозофски факултет, Одељење за археологију, 1979, 322. стране + 1 + 5 карата
- „Прилог проучавању културе гвозденог доба у Црној Гори“, Годишњак Центра за балканолошка истраживања, XVIII, књ. 16, АНУБиХ, Сарајево, 1980, стр. 81-90 + 3 табле.
- , Годишњак Центра за балканолошка истраживања, XXIII, АНУБиХ, Сарајево, 1985, стр. 157-172.
- „Распрострањеност археолошких налазишта старчевачке културе у Срему“, коаутор: Јелена Падров, Зборник Народног музеја, Археологија, 14, бр. 1, Београд, 1992, стр. 35-52.
- „Неолитска насеља“, Археолошка истраживања дуж аутопута кроз Срем, Нови Сад, 1995, стр. 25-44
- , коаутор: Светозар Станковић, Гласник Српског археолошког друштва, бр. 9, Београд, 1993, стр. 177-179.
- „Балкан, Анадолија, Блиски исток“, Гласник Српског археолошког друштва, бр. 11, Београд, 1996, стр. 101-116.